# 伊号第二百二潜水艦
伊号第二百二潜水艦（いごうだいにひゃくにせんすいかん）は、日本海軍の潜水艦。伊二百一型潜水艦の2番艦。太平洋戦争末期に竣工したが訓練に終始し、戦後アメリカに引き渡された。

## 艦歴
マル戦計画の潜水艦高、第4501号艦型の2番艦、仮称艦名第4502号艦として計画。
1944年5月1日、呉海軍工廠で起工。8月25日、伊号第二百二潜水艦と命名されて伊二百一型潜水艦の2番艦に定められ、本籍を呉鎮守府と仮定。9月2日進水し、本籍を呉鎮守府に定められる。10月1日、艤装員事務所を呉海軍工廠内に設置し事務を開始。
1945年2月11日、艤装員事務所を撤去。14日竣工し、役務を呉鎮守府練習兼警備潜水艦に定められ、呉潜水戦隊第三十三潜水隊に編入。同日、大竹に回航。16日から伊予灘で訓練に従事。20日、呉に帰投。
3月1日から広島湾で訓練に従事。6日、大竹に帰投。10日、呉に回航。4月30日まで呉に在泊。
4月10日、第三十三潜水隊から除かれ、第六艦隊第十一潜水戦隊に編入。30日から伊予灘で訓練に従事。
5月9日、呉に帰投。11日、単独訓練終了後の舞鶴回航と右舷機械の換装工事を指示される。13日から伊予灘で訓練に従事。22日、呉に帰投。23日から伊予灘で訓練に従事。28日、伊予灘での訓練を終了し舞鶴へ回航。30日、舞鶴着。以後、舞鶴を基地として訓練に従事。
8月15日、第六艦隊第十五潜水隊に編入。終戦時は舞鶴に所在。11月30日、海軍省の廃止に伴い除籍。
1946年4月5日、向後崎西方沖でアメリカ海軍により海没処分された。

## 潜水艦長
艤装員長
1. 今井賢二 大尉：1944年9月15日[18] - 1945年2月14日[19]

潜水艦長
1. 今井賢二 大尉：1945年2月14日[19] - 1945年11月29日[20]